# 科布扎里 (比洛皮利亞區)
科布扎里（烏克蘭語：Кобзарі）是烏克蘭東北部的舊村，曾經由蘇梅州的比洛皮利亞區負責管轄，處於蘇拉河右岸，距離盧齊基夫卡和馬爾基夫卡2公里，1988年人口20。